# Закон Лахмана
Зако́н Ла́хмана — фонетический закон, открытый Карлом Лахманом в 1850-м году и актуальный для латинского языка. Согласно этому закону в латинских причастиях перфекта на -tus, гласный корня удлинялся, если корень заканчивался на -b-, -d-, -g-.

## Примеры
- agō — āctus «вести»
- frangō — frāctus «ломать»
- ligō — līctor (<*līctus) «вязать»
- pangō — pāctus «вбивать»
- regō — rēctus «править»
- tangō — tāctus «трогать»
- tegō — tēctus «крыть»

## Исключения
- sedeo — sessus
- pando — passus
- findo — fissus
- stringo — strictus
- *lado — lassus
- fodio — fossus
- fingo — fictus

и т. д.

## Интерпретация
Сам К. Лахман не предложил никаких догадок по поводу причины этого закона. Уже в XX веке была предложена гипотеза, согласно которой удлинение — следствие оглушения звонкого согласного корня. Однако оно было подвергнуто критике с точки зрения экспериментальной фонетики. В связи с наличием исключений Г. Остгоф выдвинул предположение, согласно которому в основе закона Лахмана лежит не фонетика, а аналогическое влияние форм перфекта и супина. У. Стёртевант попытался объяснить данный закон с точки зрения ларингальной теории.
Ю. В. Откупщиков предложил объяснение исключений, согласно которому образования, не удлинившие своего корневого гласного, представляют собой древние индоевропейские отглагольные прилагательные с суффиксом -to-. Оглушение звонкого смычного у них происходило ещё в индоевропейскую эпоху, когда оно не приводило к удлинению гласного. Если же в индоевропейской праформе был суффикс -no-, то такое слово в эпоху формирования латинских причастий заменялась новообразованием с -to-, и этому сопутствовал фонетический процесс: оглушение звонкого смычного перед t и, как следствие, удлинение гласного:
- *agnos ↘ āctus
- *legnos ↘ lēctus
- *ghudnos ↘ fūsus

Для причастий без удлинения (с исконным -to-):
- *strig + tos → strictus
- *dhiǵh + tos → fictus
- *bhodh + tos → fossus

Т. В. Гамкрелидзе и В. В. Иванов дали своё объяснение этому закону в рамках глоттальной теории. Согласно их интерпретации, в контактной последовательности глоттализованный + глухой (традиционно звонкий + глухой) глоттализованный не претерпевал озвончения, как во всех остальных позициях, а переходил в глухой, при этом вызывая заменительное удлинение предшествующего гласного.
При этом Гамкрелидзе и Иванов разграничивают корни, заканчивающиеся на глоттализованный от корней, заканчивающихся на звонкий, отмечая, что закон Лахмана действителен только для первых. Например:
- *aḱ'-thos → āctus
- *bhodh-thos → fossus